# CABI databases
CABI databases – internetowa, ogólnie dostępna bez logowania systematyka obejmująca trzy królestwa: grzyby (Fungi), chromisty (Chromista) i Protozoa. Tworzona jest przez międzyrządową organizację Centre for Agriculture and Bioscience International (CABI) będąca organizacją non-profit.
Systematyka CABI databases to nowoczesna, sukcesywnie aktualizowana klasyfikacja oparta na nowych badaniach nad filogenetyką, w związku z czym pozycja wielu taksonów w tym systemie ulega zmianie po opublikowaniu nowych ustaleń taksonomicznych. Jest to system otwarty, tzn. że niektóre taksony nie mają ustalonej szczegółowej pozycji w systemie, a brakujące taksony są opisane jako incertae sedis. Ich podawana w innych systemach klasyfikacyjnych szczegółowa pozycja taksonomiczna jest sztuczna i niepewna, szczegółowa systematyka w CABI databases zostanie podana dopiero po ustaleniu ich pokrewieństwa.
CABI databases to skrócona internetowa wersja Dictionary of the Fungi, zawierająca tylko hierarchiczną systematykę, bez opisu taksonów. Na systematyce CABI databases opiera się Index Fungorum oraz systematyka grzybów i chromistów na wikipedii.